# Iohexol

Iohexol

Iohexol, được bán dưới tên thương mại Omnipaque và các thương hiệu khác, là một chất tương phản được sử dụng trong tia X. Điều này bao gồm khi hình dung các động mạch, tĩnh mạch, tâm thất của não, hệ thống tiết niệu và khớp, cũng như trong chụp cắt lớp vi tính (CT scan). Nó được đưa vào cơ thể bằng uống qua miệng, tiêm tĩnh mạch hoặc vào khoang cơ thể.
Các tác dụng phụ bao gồm nôn mửa, đỏ da, nhức đầu, ngứa, các vấn đề về thận và huyết áp thấp. Ít phản ứng dị ứng hoặc co giật có thể xảy ra. Dị ứng với Pididone-iod hoặc động vật có vỏ không ảnh hưởng đến nguy cơ tác dụng phụ hơn các dị ứng khác. Sử dụng trong phần sau của thai kỳ có thể gây suy giáp ở em bé. Iohexol là một chất phóng xạ không ion iod. Chất này thuộc nhóm thẩm thấu thấp.
Iohexol được chấp thuận cho sử dụng y tế vào năm 1985. Nó nằm trong Danh sách các loại thuốc thiết yếu của Tổ chức Y tế Thế giới, loại thuốc hiệu quả và an toàn nhất cần có trong hệ thống y tế. Chi phí bán buôn ở các nước đang phát triển là khoảng US $ 10,99 cho mỗi lọ 50 ml. Ở Hoa Kỳ, một liều thuốc trị giá 50-100 đô la Mỹ.

## Hóa tính
Độ thẩm thấu của iohexol dao động trong khoảng 322 mOsm / kg, khoảng 1,1 lần so với huyết tương trong máu tới 844 mOsm / kg, gần gấp ba lần so với máu. Mặc dù có sự khác biệt này, iohexol vẫn được coi là một chất tương phản có độ thẩm thấu thấp; tính thẩm thấu của các tác nhân cũ, như diatrizoate, có thể cao hơn gấp đôi.